# NIFL Premiership (2017/2018)
NIFL Premiership 2017/2018 (ze względów sponsorskich zwana jako Danske Bank Premiership) – 117. edycja najwyższej klasy rozgrywkowej piłki nożnej w Irlandii Północnej.
Brało w nim udział 12 drużyn, które w okresie od 11 sierpnia 2017 do 28 kwietnia 2018 rozegrały 38 kolejek meczów.
Sezon zakończyły baraże o miejsce w przyszłym sezonie w NIFL Premiership oraz miejsce w Lidze Europy UEFA.
Obrońcą tytułu była drużyna Linfield. Mistrzostwo po raz siódmy w historii zdobyła drużyna Crusaders.

## Format rozgrywek
W lidze udział bierze 12 drużyn, walczących o tytuł mistrza Irlandii Północnej w piłce nożnej.
Rozgrywki składają się z dwóch faz. Każda z drużyn rozgrywa w pierwszej fazie po 3 mecze ze wszystkimi przeciwnikami (razem 33 spotkań).
Następnie zespoły podzielone na 2 grupy po 6 uczestników zgodnie z kolejnością w tabeli po 33. kolejce rozgrywają ze sobą po 1 spotkaniu.
Mistrz kraju otrzymuje prawo gry w I rundzie kwalifikacyjnej Ligi Mistrzów UEFA.
Wicemistrz oraz zdobywca Pucharu Irlandii Północnej zapewniają sobie miejsce w I rundzie kwalifikacyjnej Ligi Europy UEFA.
W przypadku zapewnienia sobie występu w rozgrywkach europejskich przez zdobywcę pucharu jego miejsce pucharowe przypadnie trzeciej drużynie ligi.
O ostatnie miejsce w europejkich pucharach zagrają w barażu drużyny z miejsc 3-7, które nie zapewniły sobie udziału przez ligę lub puchar krajowy.
Ostatnia, 12. drużyna tabeli, spada bezpośrednio do NIFL Championship. Przedostatnia rozgrywa baraż z wicemistrzem NIFL Championship.

## Drużyny
| Uczestnicy poprzedniej edycji | Uczestnicy poprzedniej edycji | Uczestnicy poprzedniej edycji | Uczestnicy poprzedniej edycji |
| --- | ----------------------------- | ----------------------------- | ----------------------------- |
| LIN | Linfield F.C.                 | Belfast                       | 1                             |
| CRS | Crusaders F.C.                | Belfast                       | 2                             |
| COL | Coleraine F.C.                | Coleraine                     | 3                             |
| BAL | Ballymena United F.C.         | Ballymena                     | 4                             |
| CLI | Cliftonville F.C.             | Belfast                       | 5                             |
| GLL | Glenavon F.C.                 | Lurgan                        | 6                             |
| DSW | Dungannon Swifts F.C.         | Dungannon                     | 7                             |
| ARD | Ards F.C.                     | Newtownards                   | 8                             |
| GLB | Glentoran F.C.                | Belfast                       | 9                             |
| BAU | Ballinamallard United F.C.    | Ballinamallard                | 10                            |
| po barażach |                               |                               |                               |
| CKR | Carrick Rangers F.C.          | Carrickfergus                 | 11                            |
| Awans z NIFL Championship |                               |                               |                               |
| WPT | Warrenpoint Town F.C.         | Warrenpoint                   | 1                             |
| Oznaczenia: - kolumna pierwsza – skróty nazw drużyn, - kolumna trzecia – siedziba klubu, - kolumna czwarta – miejsce zajęte w poprzednim sezonie. |                               |                               |                               |

## Faza zasadnicza

### Tabela
| Lp. | Drużyna               | M  | Z  | R | P  | B+ | B- | +/– | Pkt | Kwalifikacja      |
| --- | --------------------- | -- | -- | - | -- | -- | -- | --- | --- | ----------------- |
| 1   | Crusaders             | 33 | 26 | 4 | 3  | 99 | 34 | +65 | 82  | grupa mistrzowska |
| 2   | Coleraine             | 33 | 24 | 8 | 1  | 70 | 27 | +43 | 80  | grupa mistrzowska |
| 3   | Glenavon              | 33 | 18 | 9 | 6  | 79 | 47 | +32 | 63  | grupa mistrzowska |
| 4   | Linfield              | 33 | 18 | 6 | 9  | 64 | 37 | +27 | 60  | grupa mistrzowska |
| 5   | Cliftonville          | 33 | 18 | 4 | 11 | 60 | 38 | +22 | 58  | grupa mistrzowska |
| 6   | Ballymena United      | 33 | 14 | 5 | 14 | 52 | 57 | −5  | 47  | grupa mistrzowska |
| 7   | Glentoran             | 33 | 12 | 9 | 12 | 42 | 43 | −1  | 45  | grupa spadkowa    |
| 8   | Dungannon Swifts      | 33 | 10 | 5 | 18 | 28 | 51 | −23 | 35  | grupa spadkowa    |
| 9   | Ards                  | 33 | 10 | 3 | 20 | 32 | 63 | −31 | 33  | grupa spadkowa    |
| 10  | Warrenpoint Town      | 33 | 7  | 6 | 20 | 45 | 73 | −28 | 27  | grupa spadkowa    |
| 11  | Carrick Rangers       | 33 | 4  | 5 | 24 | 25 | 70 | −45 | 17  | grupa spadkowa    |
| 12  | Ballinamallard United | 33 | 2  | 6 | 25 | 28 | 84 | −56 | 12  | grupa spadkowa    |

### Wyniki
| Gospodarz \ Gość      | ARD | BMD | BYM | CRK | CLF | COL | CRU | DUN | GLV | GLT | LIN | WPT | ARD | BMD | BYM | CRK | CLF | COL | CRU | DUN | GLV | GLT | LIN | WPT |
| --------------------- | --- | --- | --- | --- | --- | --- | --- | --- | --- | --- | --- | --- | --- | --- | --- | --- | --- | --- | --- | --- | --- | --- | --- | --- |
| Ards                  |     | 2–1 | 1–0 | 1–0 | 0–1 | 0–3 | 2–4 | 0–1 | 0–2 | 0–1 | 0–2 | 2–1 |     |     | 1–0 | 0–4 |     | 1–3 |     |     | 1–6 |     | 0–3 |     |
| Ballinamallard United | 0–2 |     | 1–3 | 2–0 | 1–1 | 0–2 | 1–5 | 0–1 | 0–3 | 1–2 | 0–6 | 1–1 | 0–4 |     |     |     | 6–4 | 2–5 | 0–3 |     |     | 2–2 | 2–2 |     |
| Ballymena United      | 6–3 | 2–1 |     | 3–1 | 1–0 | 0–2 | 1–4 | 2–1 | 1–6 | 1–3 | 2–1 | 3–3 |     | 2–0 |     | 3–0 |     | 0–2 |     |     | 3–1 |     | 2–2 | 1–3 |
| Carrick Rangers       | 0–1 | 2–0 | 1–1 |     | 1–2 | 1–3 | 0–3 | 2–1 | 0–2 | 1–1 | 0–1 | 0–2 |     | 2–2 |     |     | 0–1 |     |     | 1–0 | 1–2 | 1–2 |     | 1–2 |
| Cliftonville          | 6–3 | 5–0 | 1–0 | 3–0 |     | 1–2 | 1–2 | 2–1 | 1–1 | 1–0 | 3–2 | 2–0 | 3–0 |     | 1–2 |     |     | 0–0 | 3–1 | 3–0 |     |     | 1–2 |     |
| Coleraine             | 4–1 | 2–1 | 1–1 | 3–0 | 2–0 |     | 1–1 | 1–0 | 4–2 | 3–0 | 2–1 | 2–1 |     |     |     | 3–2 |     |     | 3–3 |     | 1–1 |     | 2–2 | 1–0 |
| Crusaders             | 0–0 | 2–0 | 2–1 | 7–1 | 2–0 | 1–2 |     | 1–1 | 2–3 | 1–0 | 2–1 | 5–0 | 1–0 |     | 3–1 | 6–0 |     |     |     | 3–0 |     | 4–2 |     |     |
| Dungannon Swifts      | 0–0 | 2–0 | 2–1 | 4–0 | 0–4 | 1–3 | 0–4 |     | 0–3 | 0–2 | 0–4 | 2–1 | 1–0 | 2–0 | 2–3 |     |     | 0–1 |     |     | 3–2 | 0–0 |     |     |
| Glenavon              | 3–0 | 6–2 | 4–0 | 2–0 | 3–1 | 2–2 | 3–4 | 1–1 |     | 2–2 | 0–1 | 1–0 |     | 0–0 |     |     | 1–1 |     | 1–6 |     |     | 2–2 |     | 3–3 |
| Glentoran             | 0–2 | 2–1 | 1–1 | 1–1 | 0–2 | 0–0 | 0–3 | 2–0 | 1–3 |     | 2–1 | 2–0 | 1–2 |     | 1–2 |     | 1–0 | 0–2 |     |     |     |     |     | 5–0 |
| Linfield              | 2–0 | 4–0 | 1–0 | 2–0 | 2–0 | 2–1 | 2–5 | 1–0 | 2–3 | 1–0 |     | 3–3 |     |     |     | 2–0 |     |     | 1–2 | 0–0 | 0–2 | 1–1 |     |     |
| Warrenpoint Town      | 1–0 | 2–1 | 1–3 | 2–2 | 1–3 | 0–2 | 2–3 | 1–2 | 2–3 | 2–3 | 1–4 |     | 3–3 | 1–0 |     |     | 1–3 |     | 1–4 | 3–0 |     |     | 1–3 |     |

1. ↑  Mecz 24. kolejki (2 sty) między Ards a Glenavon został przerwany przy wyniku 0-2 w 53 minucie z powodu sztormu Eleanor. Mecz powtórzono 13 lutego[7].
2. ↑  Mecz 24. kolejki (2 sty) między Cliftonville a Ballymena United został przerwany przy wyniku 1-1 po pierwszej połowie z powodu sztormu Eleanor. Mecz powtórzono 20 marca[7].
3. ↑  Mecz 24. kolejki (2 sty) między Glentoran a Warrenpoint Town został przerwany przy wyniku 0-0 po pierwszej połowie z powodu sztormu Eleanor. Mecz powtórzono 27 lutego[7].

## Faza finałowa
| Section A |                           |    |    |    |    |     |    |     |    |                                             |  |     |     |     |     |     |     |     |     |     |     |     |     |
| 1         | Crusaders (M)             | 38 | 28 | 7  | 3  | 106 | 38 | +68 | 91 | Liga Mistrzów UEFA • I runda kwalifikacyjna |  |     | 1–1 | 1–1 | 2–0 | 1–1 |     |     |     |     |     |     |     |
| 2         | Coleraine (P)             | 38 | 26 | 11 | 1  | 76  | 31 | +45 | 89 | Liga Europy UEFA • I runda kwalifikacyjna   |  |     |     |     |     | 2–1 | 1–0 |     |     |     |     |     |     |
| 3         | Glenavon                  | 38 | 19 | 12 | 7  | 85  | 52 | +33 | 69 | Liga Europy UEFA • I runda kwalifikacyjna   |  |     | 0–0 |     | 2–3 |     | 0–0 |     |     |     |     |     |     |
| 4         | Linfield (B)              | 38 | 20 | 7  | 11 | 72  | 45 | +27 | 67 |                                             |  |     | 2–2 |     |     | 1–2 | 2–0 |     |     |     |     |     |     |
| 5         | Cliftonville (B, O)       | 38 | 20 | 5  | 13 | 68  | 45 | +23 | 65 | Liga Europy UEFA • I runda kwalifikacyjna   |  |     |     | 1–3 |     |     |     |     |     |     |     |     |     |
| 6         | Ballymena United (B)      | 38 | 14 | 6  | 18 | 53  | 65 | −12 | 48 |                                             |  | 1–2 |     |     |     | 0–3 |     |     |     |     |     |     |     |
| Section B |                           |    |    |    |    |     |    |     |    |                                             |  |     |     |     |     |     |     |     |     |     |     |     |     |
| 7         | Glentoran (B)             | 38 | 14 | 9  | 15 | 52  | 52 | 0   | 51 |                                             |  |     |     |     |     |     |     |     | 4–2 |     |     | 1–2 | 1–3 |
| 8         | Dungannon Swifts          | 38 | 13 | 6  | 19 | 42  | 62 | −20 | 45 |                                             |  |     |     |     |     |     |     |     |     |     | 4–2 | 2–0 |     |
| 9         | Ards                      | 38 | 12 | 4  | 22 | 42  | 74 | −32 | 40 |                                             |  |     |     |     |     |     | 1–4 | 3–4 |     | 4–2 |     | 1–1 |     |
| 10        | Warrenpoint Town          | 38 | 8  | 6  | 24 | 52  | 86 | −34 | 30 |                                             |  |     |     |     |     |     | 1–0 |     |     |     | 2–3 |     |     |
| 11        | Carrick Rangers (B, S)    | 38 | 6  | 5  | 27 | 31  | 78 | −47 | 23 | Baraż o NIFL Premiership                    |  |     |     |     |     |     |     |     |     | 0–1 |     |     |     |
| 12        | Ballinamallard United (S) | 38 | 5  | 8  | 25 | 38  | 89 | −51 | 23 | Spadek do NIFL Championship                 |  |     |     |     |     |     |     |     | 2–2 |     | 2–0 | 2–1 |     |

## Baraż o Ligę Europy
Cliftonville wygrał 3-2 finał barażu z Glentoran o miejsce w Lidze Europy UEFA na sezon 2018/2019.
|  | Półfinał | Półfinał         | Półfinał |           |   | Finał        | Finał | Finał |  |
|  |          |                  |          |           |   |              |       |       |  |
|  | 4        | Linfield         | 3        |           |   |              |       |       |  |
|  | 4        | Linfield         | 3        |           |   |              |       |       |  |
|  | 7        | Glentoran        | 4        |           |   |              |       |       |  |
|  | 7        | Glentoran        | 4        |           | 5 | Cliftonville | 3     |       |  |
|  |          |                  |          |           | 5 | Cliftonville | 3     |       |  |
|  |          |                  | 7        | Glentoran | 2 |              |       |       |  |
|  | 5        | Cliftonville     | 7        | Glentoran | 2 | 4            |       |       |  |
|  | 5        | Cliftonville     |          |           |   |              |       |       |  |
|  | 6        | Ballymena United | 0        |           |   |              |       |       |  |

| 9 maja 2018 | Linfield                                                    | 3:4   | Glentoran                                                                          |                                          |
| 20:45       | Kurtis Byrne 26' · Andy Waterworth 51' · Stephen Fallon 90' | (1:0) | 63' (k) Dylan Davidson · 66' John McGuigan · 79' Willie Garrett · 84' Curtis Allen | Windsor Park, Belfast Sędzia: Ian McNabb |

| 9 maja 2018 | Cliftonville                                 | 4:0   | Ballymena United |                                       |
| 20:45       | Jay Donnelly 67', 81' · Joe Gormley 86', 88' | (0:0) |                  | Solitude, Belfast Sędzia: Ray Crangle |

| 12 maja 2018 | Cliftonville                                           | 3:2   | Glentoran                                |                                         |
| 16:00        | Rory Donnelly 24' · Jay Donnelly 64' · Joe Gormley 86' | (1:0) | 79' Robbie McDaid · 83' (k) Curtis Allen | Solitude, Belfast Sędzia: Keith Kennedy |

## Baraż o NIFL Premiership
Harland & Wolff Welders, trzecie drużyna NIFL Championship, nie kwalifikowała się do baraży o awans, ponieważ nie ubiegała się o licencję wymaganą do awansu do NIFL Premiership. Newry City awansował bezpośrednio do play-off.
Newry City wygrał 6-3 w dwumeczu z Carrick Rangers baraż o miejsce w NIFL Premiership na sezon 2018/2019.
| 4 maja 2018 | Newry City                                                     | 3:2   | Carrick Rangers                           |                                                          |
| 20:45       | Mark McCabe 19' · Stephen Hughes 24' · Declan Carville 35' (k) | (3:2) | 4' Darren Henderson · 10' Patrick McNally | The Showgrounds, Newry Widzów: 1200 Sędzia: Lee Tavinder |

| 9 maja 2018 | Carrick Rangers     | 1:3   | Newry City                                                 |                                                               |
| 20:45       | Patrick McNally 29' | (1:1) | 36' (k) Stephen Hughes · 56' Mark McCabe · 74' Mark Hughes | Taylors Avenue, Carrickfergus Widzów: 1058 Sędzia: Evan Boyce |

## Najlepsi strzelcy
| Bramki | Strzelcy        | Drużyna               |
| ------ | --------------- | --------------------- |
| 22     | Joe Gormley     | Cliftonville          |
| 21     | Gavin Whyte     | Crusaders             |
| 20     | Paul Heatley    | Crusaders             |
| 19     | Curtis Allen    | Glentoran             |
| 18     | Andrew Mitchell | Glenavon              |
| 17     | Jay Donnelly    | Cliftonville          |
| 17     | Darren McCauley | Coleraine             |
| 17     | Jordan Owens    | Crusaders             |
| 16     | Jamie McGonigle | Coleraine             |
| 14     | Ryan Curran     | Ballinamallard United |

Źródło.

## Stadiony
| Ards               |
| ------------------ |
| Bangor Fuels Arena |
|                    |

| Ballinamallard United |
| --------------------- |
| Ferney Park           |
|                       |

| Ballymena United |
| ---------------- |
| The Showgrounds  |
|                  |

| Carrick Rangers        |
| ---------------------- |
| Loughshore Hotel Arena |
|                        |

| Cliftonville |
| ------------ |
| Solitude     |
|              |

| Coleraine       |
| --------------- |
| The Showgrounds |
|                 |

| Crusaders |
| --------- |
| Seaview   |
|           |

| Dungannon Swifts |
| ---------------- |
| Stangmore Park   |
|                  |

| Glenavon        |
| --------------- |
| Mourneview Park |
|                 |

| Glentoran |
| --------- |
| The Oval  |
|           |

| Linfield     |
| ------------ |
| Windsor Park |
|              |

| Warrenpoint Town |
| ---------------- |
| Milltown         |
|                  |

Źródło.